# Investitur
Investitur (von lateinisch vestire ‚bekleiden‘) bezeichnet die Praxis der Einweisung in ein Amt oder das Eigentumsrecht an Grundbesitz. Entscheidend für die Investitur ist die Benutzung von Symbolen, welche bei dem entsprechenden Akt überreicht werden. Der Streit um die kirchliche Investitur bzw. Einweisung von Klerikern mündete im Investiturstreit (etwa 1075 bis 1122). Investituren finden in der Gegenwart noch statt bei den Amtseinführungen von Universitäts- bzw. Hochschulrektoren, von Pfarrern der evangelischen Landeskirchen in Baden und Württemberg sowie eher selten bei der Einkleidung von höheren Ämtern in Aristokratie und Staatswesen.

## Begriff
Investitur (wörtlich „Einkleidung“, wobei vestitus eher die „Tracht“ bezeichnet) bezog sich auf die Amtskleidung und entstand als Gegenbegriff zu revestire, im Kirchenwesen für eine rechtmäßige Rückgabe. Um die erste Jahrtausendwende tauchte vereinzelt das Verbum investire auf; der substantivierte positive Begriff investitura entstand um 1065.

## Ursprung
Die Investitur entspringt der altgermanischen (fränkischen) Übereignung veräußerter (ahd. sala, engl. sale) Grundstücke durch die Übergabe eines symbolischen Gegenstands, etwa eines Handschuhs, Kesselhakens, Stocks (festuca), bei Kirchen eines Glockenseils.

## Investitur im Investiturstreit

### Investituranspruch auf Hochkirchen
Mit der Herrschaft über einen Grundbesitzer erhob der König natürlich auch den Anspruch auf dessen Investiturrecht. Das Eigenkirchenwesen galt mithin als Rechtfertigung. Einfluss auf Bischofswahlen nahmen Könige jedoch schon, bevor es den Investiturbegriff oder das Eigenkirchenwesen gab. Neben der Berufung auf das Eigenkirchenrecht war die sakrale Würde des Königs ein Status, auf welchen er sich zusätzlich berufen konnte.
Schon die Merowinger investierten Bischöfe, doch erst die Karolinger überreichten hierbei den (Krumm-)Stab, ein Hinweis auf das Hirtenamt und eine Imitation der Bischofsweihe. Seit Otto I. wurde diese Übergabe zur Regel. Gesteigert wurde dies durch die zusätzliche Überreichung des Bischofsrings als Lehrsymbol, ebenfalls eine ursprünglich geistliche Befugnis, durch Heinrich III.

### Kritik im Rahmen der Kirchenreformen
Die Kritik an der Investitur als solche entstand vergleichsweise spät in der Zeitspanne des Investiturstreits während der Kirchenreformen des 11. Jahrhunderts. Im Fokus standen bis 1078 hauptsächlich Simonie und Nikolaitismus. Kritisiert wurden folglich die Nebeneffekte der Einflussnahme weltlicher Mächte auf kirchliche Ämter (Laieninvestitur), nicht aber die Praxis selbst. Dies zeigt sich an Formulierungen synodaler Beschlüsse und der Datierung des ersten tatsächlich rechtsfähigen Investiturverbots für Laien im Jahr 1078, also nach dem Gang nach Canossa. Im Rahmen der Absichten der Kirchenreform steht an vorderer Stelle die Ausweitung und Sicherung der Vormacht Roms in der christlichen Welt. Die Ausrottung simonistischer Praktiken musste daher der erste Schritt sein, da ein solcher feudale Bindungen lösen und neu mit Rom verbinden konnte. Die Praxis, Bischöfe zu entheben und neu – diesmal in der Gnade Roms – einzusetzen wurde häufiger.

### Kanonische Wahl
Die Erneuerung der kanonischen Wahl, sprich der Wahl durch Volk und Klerus, vor allem nach 1059, als durch das Papstwahldekret der Einfluss des Königs auf den Papst gemindert worden war, stellte eine gute Möglichkeit für den Papst dar, eigenen Einfluss herzustellen. Faktisch investierte der König weiter, wobei ihm die simonistischen Vorteile, wie finanzielle Unterstützungen und Unterwerfung, immer weiter entzogen wurden und er von nun an auf die Zustimmung Roms durch den Metropoliten warten musste.

### Verbote der Investitur für Laien
Zu Unterscheiden bei der Frage der Laieninvestitur ist:
- Investitur durch einen Laien (König) an einen Kleriker (Reichsbischof)
- Investitur durch einen Kleriker an einen Laien (z. B. das Erkaufen einer Lehrstelle im Kloster)

Es muss demnach ebenfalls unterschieden werden, ob sich das Verbot an
- einen investierenden Laien (1),
- einen Kleriker, der einen Laien investiert (2),
- einen Laien, der die Investitur erhält (3), oder
- einen Kleriker, der von einem Laien die Investitur erhält (4),

richtet.
Ab 1078 – und damit nach dem Gang nach Canossa – wurde dem Klerus auf einer Synode in Poitiers, Frankreich, explizit verboten, von Laien investiert zu werden (somit der 4. Fall). Ein rechtsfähiges Verbot der Investitur direkt und explizit an den investierenden Laien gerichtet, d. h. implizit: den König, (Fall Nr. 1) erhob man erst ab 1080 auf der damaligen Fastensynode. Der signifikante Unterschied ist, dass sich der Papst 1078 an Kleriker wandte, also die Gruppe, über welche er rechtliche Autorität besitzt. 1080 jedoch wandte er sich an Laien, womit er in die weltliche Sphäre eingriff.
Im Wormser Konkordat akzeptierte Kaiser Heinrich V. den Anspruch des Papstes auf das Recht der Investitur und verzichtete auf die Investitur mit Ring und Stab. Im Gegenzug räumte Papst Calixt II. ein, dass die Wahl der deutschen Bischöfe und Äbte in Gegenwart kaiserlicher Abgeordneter verhandelt, der Gewählte aber mit den Regalien, die mit seinem geistlichen Amt verbundenen waren, vom Kaiser durch das Szepter belehnt werden solle.

## Lehnsrechtliche Investitur
Nach dem Investiturstreit fand der Begriff Investitur verstärkt Anwendung auf lehnsrechtlicher Ebene. Das bedeutet, mit der Investitur wurde die Lehnsbindung eines Vasallen an seinen Lehnsherrn verbildlicht. Das entsprechende Prozedere konnte variieren, erwähnt seien Treueeid, Handgang oder das Einlegen der gefalteten Hände in die des Lehnsherrn. Auch wurde die Amtseinsetzung von höheren Weltlichen, z. B. einem König als Investitur bezeichnet. Die Ökumenische Enzyklopädie von J.G. Krünitz (1773–1858) schreibt: „In Pfründensachen, heißt Investitur eigentlich der feyerliche Actus, wodurch bescheiniget und bekräftiget wird, daß der Collator der an das Subject quaest. vergebenen Pfründe das Recht gehabt habe, diese Pfründe zu besetzen.“

## Gegenwart
- Das Wort „Investitur“ erscheint zwar nicht im Kodex des kanonischen Rechts, dennoch wird es im Partikularrecht verwendet. So etwa in der Regelung der Diözese Rottenburg-Stuttgart für die Investitur eines Pfarrers für die Gemeinden einer Seelsorgeeinheit. Ebenso findet das Wort Gebrauch in den sowohl kirchlichen als auch weltlichen Ritterorden, bei denen die Aufnahme neuer Ordensritter in Form einer Investitur stattfindet.
- In der evangelischen Kirche existiert die Investitur in der Form, dass ein Pfarrer oder eine Pfarrerin nach der Ordination durch die Gemeinde anerkannt wird. Dies geschieht in einem Investiturgottesdienst und ist oft mit der Übergabe von Symbolen verbunden.
- Im weltlichen Bereich wird vor allem die Einweisung eines Rektors in sein Amt an einer Universität als Investitur bezeichnet. Dies geschieht in feierlichem Rahmen und für gewöhnlich in Präsenz ministerialer Repräsentanten.
- Im Grundgesetz ist die Mitwirkung an der eigentlichen Wahl, wie es im Mittelalter vorkam, explizit verboten (Art. 140 GG, WV 137,3).
- Im säkularen englischen Sprachgebrauch wird investiture häufig für die Einsetzung amerikanischer Richter in den Obersten Gerichtshof der Vereinigten Staaten (Supreme Court of the United States) gebraucht.